# Rádhánita

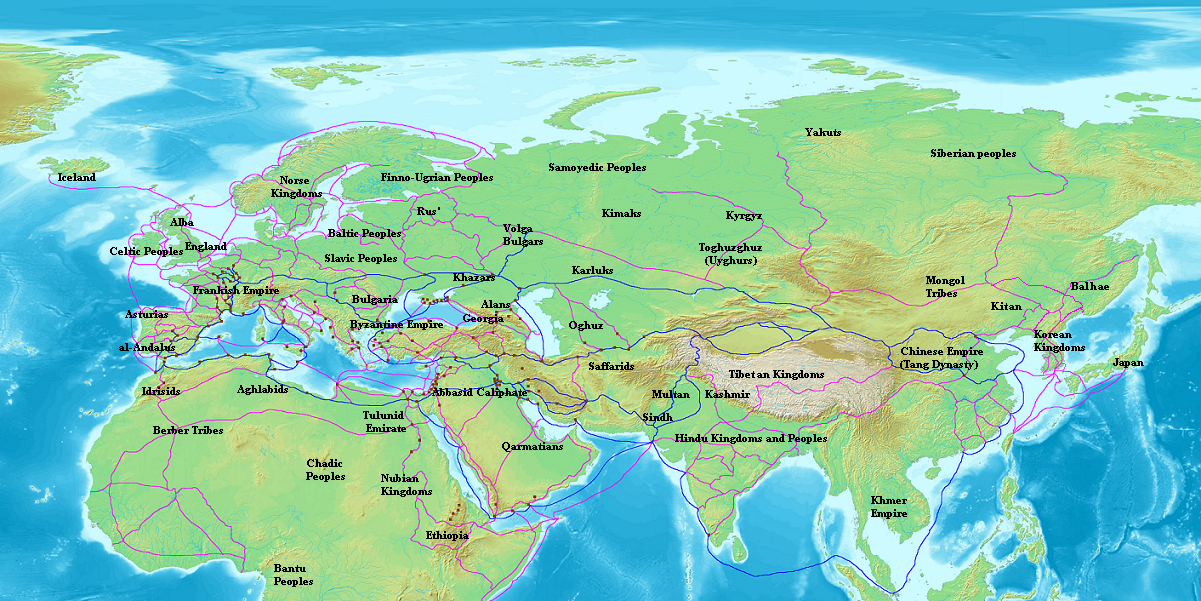
Eurázsia térképe, melyen a Rádánita kereskedelmi hálózat látszik (kék színnel), 870 körül, ahogy ibn Khordadbeh könyvében, az Útvonalak és királyságok címűben szerepel. A többi kereskedelmi útvonal lila színű.

A rádhánita (arabul الرذنية ar-Raðaniyya, héberül e.sz.: רדהני radhani, t.sz.: רדהנים radhanim) korai középkori zsidó kereskedő. Nem teljesen tisztázott, hogy ez a kifejezés – melyre csak korlátozott számú elsődleges forrást találunk – egy adott céhre, csoportra, vagy klánra vonatkozik, vagy ez egy általános kifejezés a zsidó kereskedők transz-eurázsiai kereskedelmi hálózatára. A zsidó kereskedők részt vettek a keresztény és az iszlám világ közötti szervezett árucserében a korai középkorban (kb. 500–1000). Számos kereskedelmi útvonal, melyet még a Római Birodalom idején építettek ki, tovább működött a "sötét középkornak" hívott időszakban nagyrészt a rádhániták erőfeszítéseinek köszönhetően. Ez a kereskedelmi hálózat lefedte Európa, Észak-Afrika, a Közel-Kelet, Közép-Ázsiá nagy részét, illetve India és Kína egyes részeit is.

## A kifejezés eredete
Több elmélet létezik a rádhánita megjelölés eredetére. Néhány tudós – köztük Barbier de Meynard és Moshe Gil – úgy véli, hogy a korai arab és héber szövegekben előforduló mezopotámiai terület „Radhan földje” lehet a szó és a csoport forrása. Mások szerint az Észak-Perzsiában található város, Ray (Rhages) lehetett a központjuk. Cecil Roth és Claude Cahen – többekkel együtt – azt állítja, hogy a Rhône folyó völgyéről lehet inkább szó, mivel ez a terület latinul Rhodanus. Az utóbbi elméletet erősíti, hogy a rádhániták központja és fő tevékenységük kezdetei valószínűleg Franciaországba vezethetőek vissza, és úgy tűnik, mintha az összes kereskedelmi útvonaluk ott kezdődne. Megint mások pedig azt állítják, hogy a név egy perzsa kifejezésből származik: rah ’út, ösvény’, és dan ’aki tudja’; a kifejezés jelentése: ’az, aki ismeri az utat’. A nyugati nyelvekben előforduló -ite képző a kifejezés végén azt az elméletet támogatja, hogy a szó valamilyen terület vagy hely névéből származhat.

## Fordítás
- Ez a szócikk részben vagy egészben  a   Radhanite című angol Wikipédia-szócikk fordításán alapul.  Az eredeti cikk szerkesztőit annak laptörténete sorolja fel. Ez a jelzés csupán a megfogalmazás eredetét és a szerzői jogokat jelzi, nem szolgál a cikkben szereplő információk forrásmegjelöléseként.